# Japanische Badmintonmeisterschaft 2017
Die Japanische Badmintonmeisterschaft 2017 fand vom 27. November bis zum 3. Dezember 2017 im Olympiapark Komazawa in Setagaya statt. Es war die 71. Austragung der nationalen Titelkämpfe im Badminton in Japan.

## Medaillengewinner
| Disziplin    | Gold                          | Silber                           | Bronze                         |
| ------------ | ----------------------------- | -------------------------------- | ------------------------------ |
| Herreneinzel | Riichi Takeshita              | Kenta Nishimoto                  | Kazumasa Sakai                 |
| Herreneinzel | Riichi Takeshita              | Kenta Nishimoto                  | Kanta Tsuneyama                |
| Dameneinzel  | Akane Yamaguchi               | Aya Ohori                        | Sayaka Sato                    |
| Dameneinzel  | Akane Yamaguchi               | Aya Ohori                        | Ayumi Mine                     |
| Herrendoppel | Hiroyuki Endo Yuta Watanabe   | Takuro Hoki Yugo Kobayashi       | Keigo Sonoda Takeshi Kamura    |
| Herrendoppel | Hiroyuki Endo Yuta Watanabe   | Takuro Hoki Yugo Kobayashi       | Takuto Inoue Yūki Kaneko       |
| Damendoppel  | Yuki Fukushima Sayaka Hirota  | Ayaka Takahashi Misaki Matsutomo | Koharu Yonemoto Shiho Tanaka   |
| Damendoppel  | Yuki Fukushima Sayaka Hirota  | Ayaka Takahashi Misaki Matsutomo | Wakana Nagahara Mayu Matsumoto |
| Mixed        | Yuta Watanabe Arisa Higashino | Yugo Kobayashi Chiharu Shida     | Yuki Yonemoto Haruka Yonemoto  |
| Mixed        | Yuta Watanabe Arisa Higashino | Yugo Kobayashi Chiharu Shida     | Yūki Kaneko Ayane Kurihara     |